# Sougères-sur-Sinotte
Pour les articles homonymes, voir Sougères.
Sougères-sur-Sinotte est une ancienne commune du département de l'Yonne, formée, en 1870, des hameaux de Sougères et de  Pien, soustraits de la commune de Gurgy.
Par arrêté préfectoral du 10 novembre 1972, la commune devient une commune associée de Monéteau, à compter du 1er décembre 1972.

## Politique et administration
| Période                                  | Période  | Identité        | Étiquette | Qualité |
| ---------------------------------------- | -------- | --------------- | --------- | ------- |
|                                          | En cours | Christian Morel |           |         |
| Les données manquantes sont à compléter. |          |                 |           |         |

## Démographie
| 1866 | 1872 | 1876 | 1881 | 1886 | 1891 | 1896 | 1901 | 1906 |
| ---- | ---- | ---- | ---- | ---- | ---- | ---- | ---- | ---- |
| 270  | 394  | 385  | 347  | 360  | 304  | 273  | 267  | 280  |

| 1911 | 1921 | 1926 | 1931 | 1936 | 1946 | 1954 | 1962 | 1968 |
| ---- | ---- | ---- | ---- | ---- | ---- | ---- | ---- | ---- |
| 263  | 243  | 222  | 239  | 257  | 302  | 265  | 234  | 251  |